# Ernesto Guerra
Ernesto Guerra Galarza (Quito, 23 febbraio 1934) è un allenatore di calcio ed ex calciatore ecuadoriano che ha guidato la Nazionale di calcio dell'Ecuador durante le Copa América 1979 e 1983.
Come giocatore, nel 1957, ha segnato il primo gol della storia del campionato ecuadoriano di calcio, messo a segno con la sua squadra, il Deportivo Quito contro il Barcelona.

## Carriera

### Club
Ha legato il suo nome al Deportivo Quito, con cui ha vinto il campionato di calcio ecuadoriano nel 1964, ritirandosi nel 1965.

### Allenatore
Ha allenato il Deportivo Quito l'anno seguente al suo ritiro, guidandolo subito alla conquista del titolo nazionale; nel 1976 ha vinto nuovamente il campionato con l'El Nacional, impresa ripetuta nel 1982 e nel 1992; alla guida della Nazionale di calcio dell'Ecuador ha partecipato alla Copa América 1979 e alla Copa América 1983.

## Palmarès

### Club

#### Competizioni nazionali
- Campionato ecuadoriano: 1

Deportivo Quito: 1964

### Allenatore
- Campionato ecuadoriano: 4

Deportivo Quito: 1968
El Nacional: 1976, 1982, 1992